# Luis Carbonell Pullés
Luis Mariano  Carbonell Pullés, más conocido como Luis Carbonell (Santiago de Cuba, 26 de julio de 1923-La Habana, 24 de mayo de 2014), fue un declamador, músico y escritor cubano.  Se le conoció también como El Acuarelista de la  Poesía  Antillana

## Biografía
Nació en Santiago de Cuba el 26 de julio de  1923, único hijo varón de Luis Carbonell y Amelia Pullés. Estudió piano con la profesora Josefina Farré Segura y en La Habana estudió música con la profesora Eugenia  Rodríguez. También aprendió inglés, idioma del que fue profesor años más tarde.
A los quince años, comenzó a trabajar en la emisora de radio CMKC como pianista y declamador a la vez que  trabajó en teatros del oriente de Cuba. 
A mediados de 1946 viajó a Nueva  York, donde se desempeñó como joyero a la par de sus actuaciones como declamador y pianista acompañante. Conoció a Esther Borja y a Ernesto  Lecuona, a quien impresionó con sus interpretaciones de poesía negroide. Durante su estancia en esa ciudad, participó en un programa para la NBC y en diversos recitales en localidades como el Carnegie Hall y el Teatro Hispano de Nueva York.
Fue un destacado intérprete de textos de poetas afrocubanos como Nicolás  Guillén, Emilio Ballagas, José Zacarías Tallet, así como del puertorriqueño Luis Palés Matos y de otros poetas como Federico García Lorca y  Alfonso  Camín.
Regresó a Cuba a finales  de 1948. En su país se presentó en diversas localidades como el cine-teatro "Warner" y  el Teatro  América a la vez que complementó sus interpretaciones con la adición de cantantes, músicos y bailarines. En 1949 inició en CMQ su programa de radio “De fiesta con Bacardí” que se produciría ininterrumpidamente por más de siete años y por el que desfilaron personajes de la categoría de Joséphine Baker, Jorge Negrete, Los Panchos o Pedro Vargas, entre otros.  Fue pionero en la producción de programas de televisión en Cuba con originales espacios artísticos.
A partir de los años 50, Carbonell se presentó en Venezuela, en México. Trabajó con la compañía de Ernesto Lecuona en el Teatro Álvarez Quintero, de Madrid, y  en solitario, en localidades de Barcelona.
En 1955 , produjo para la  firma Kubaney, el disco Esther Borja canta, a  dos, tres y cuatro voces canciones cubanas, mediante el sistema de pistas,  algo prácticamente desconocido en esos tiempos. En 1959, realizó actuaciones en Puerto Rico y La Habana.
Con el advenimiento de la Revolución Cubana en 1959, se consagró como un artista de  la cultura popular. En 1972 realizó un recital en  Casa de las Américas, donde interpretó al piano piezas de compositores clásicos y cubanos y declamó cuentos y estampas populares afroantillanas.  Fue objeto de numerosos reconocimientos entre los que se pueden mencionar la «Distinción por la Cultura Nacional»  y el «Artista Emérito de la UNEAC».
Paseó su arte por Puerto Rico, México, Venezuela, Panamá, República Dominicana, Colombia, Estados Unidos, Nicaragua y España, entre otros países.  Así mismo, realizó históricas grabaciones con EGREM  y Cubaney.
Murió a los 90 años de edad en La Habana, el 24 de mayo de 2014.

## Discografía
- Esther Borja canta a dos, tres y cuatro voces (1955)
- Estampas de Luis Carbonell
- Sonata de San Joaquín
- Luis Carbonell en la poesía antillana
- Luis Carbonell. Poemas y palabras de Andrés Eloy Blanco
- Luis Carbonell dice cuentos cubanos
- Luis Carbonell. La Rumba y otros poemas
- Luis Carbonell, estampas de ayer y de hoy
- La mulata, ñáñigo al cielo y otros poemas
- El gran tesoro de la música cubana. Vol. IV (2004)
- Las Voces del Siglo. Luis Carbonell (2006)
- 45 D' lujo. Vol. IV (2010)
- 45 D' lujo. Vol. V (2010)